# عبد الله فلاح الدوسري
عبد الله بن فلاح بن عبد الله بن ناصر الدوسري سياسي ودبلوماسي قطري، ولد في 18 يوليو عام 1955م، التحق للعمل بوزارة الخارجية القطرية بعد ان انهى دراسته الجامعية بتخصص علوم سياسية من الولايات المتحدة الأمريكية سنة 1980م، تدرج في السلم الوظيفي وحصل على عدة ترقيات فشغل عدة مناصب، فأصبح سفيرًا لدولة قطر لدى عدد من الدول وأهمها مملكة المغرب ووجمهورية باكستان وعمل مندوب دائماَ لدولة قطر لدى كل من الاتحاد الأوروبي، الأمم المتحدة، ومنظمة التجارة العالمية.

## المؤهلات العلمية
- بكالوريوس علوم سياسية من الولايات المتحدة الامريكية عام 1980م.
- دكتوراه فخرية في القانون المدني والإنساني من الجامعة الأوروبية في جنيف.

## الخبرات العملية
- عمل بالوفد الدائم لدولة قطر في نيويورك للفترة 1981-1982م.
- عمل بالإدارة الاقتصادية للفترة 1982-1988م.
- عمل بسفارة دولة قطر في إسلام آباد في الفترة 1988-1991م.
- عمل بسفارة دولة قطر في بروكسل في الفترة 1991-1997م.
- عمل بمكتب وزير الخارجية بوزارة الخارجية عام 1997-1998م.
- عمل قنصلا عاماً لدولة قطر في كراتشي ببفترة 1998-2000م.
- عمل سفيرا لدولة قطر لدي جمهورية باكستان الإسلامية 2000-2004.
- عين مديرا لإدارة المراسم بالإنابة 2004-2005.
- عمل سفير لدولة قطر لدي بلجيكا في الفترة 2005-2007م وسفير غير مقيم لدى دوقية لوكسمبورغ.
- عمل بمكتب مساعد الوزير للشؤون الخارجية للفترة 2011-2013م.
- عمل سفيرا لدولة قطر لدى المملكة المغربية [2]

## الاوسمة
- حصل على وسام Grand-Croix من جلالة الملك البرت الثاني

```
عام 2007م
```

- وسام الشرف الرفيع الفضي مع النجمة من فخامة الدكتور هانز فيشر رئيس جمهورية النمسا.
- منح درجة وزير عام 2014م.